# 中澤一登
中澤一登（1968年3月4日—）是新潟縣出身的男性動畫導演、動畫師、原畫師和人物設計師。畢業於東京動畫師学院（東京アニメーター学院）。舊筆名為「中沢 一登」、「辻 武司」。
第一次擔任人物設定的作品是《神秘的世界》。曾屬大張正己的Studio G-1，現在屬於Manglobe。因擔任電影《追殺比爾》的動畫監督而受到注目。

## 作品

### 電視動畫
- 城市獵人（1987年 - 1988年）動畫
- 天威勇士（1987年）原畫
- 美味大挑戰（1988年 - 1992年）作畫監督、原畫
- つるピカハゲ丸くん（1988年）原畫
- ハーイあっこです（1989年 -1992年）原畫
- アイドル伝説えり子（1989年 -1990年）原畫
- 海底兩萬哩（1990年 - 1991年）作畫監督 #25
- 劍勇傳說YAIBA（1993年 - 1994年）作畫監督 #7、#16
- バトルファイターズ 餓狼伝説2（1993年）作畫監督
- 勇者警察（1994年）作畫監督、OP原畫
- 美少女戰鬥隊（1994年）原畫、ED動畫
- 魯邦三世 燃之斬鉄剣（1994年）作畫監督
- 魔法騎士雷阿斯（1994年 - 1995年）OP動畫原畫
- 黃金勇者（1995年 - 1996年）ED插圖
- 神秘的世界（1995年 - 1996年）人物設定
- 新天地無用!（1997年）人物設定、總作畫監督 ※「辻武司」名義
- VIRUS（1997年）分鏡
- 羅德斯島戰記-英雄騎士傳-（1998年）OP及ED：分鏡、演出、作畫
- 鉄コミュニケイション（1998年）作畫監督
- ジェネレイターガウル（1998年）OP動畫
- 吹波糖危機2040（1998年 - 1999年）ED
- 課長王子（1999年）人物設定、作畫監督
- 蟲孽（1999年）OP作畫
- 銀装騎攻オーディアン（2000年）分鏡、演出
- 終極幻想世界（2001年 - 2002年）人物設定
- 翼神世音（2002年）原畫
- 妮嘉尋親記（2003年 - 2004年）人物設定、作畫監督
- 琉球武士瘋雲錄（2004年）人物設定、總作畫監督
- 血戰（2005年 - 2006年）第2期OP動畫
- 死亡代理人（2006年）OP原畫
- 動畫人生～日常篇～（2007年）監督
- 肯普法（2009年）原畫
- 聖劍鍛造師（2009年）原畫
- 江戶盜賊團五葉（2010年）人物設定、作畫監督
- 逆境無賴開司 破戒錄篇（2011年）OP原畫
- 白兔玩偶（2011年）原畫
- 數碼獸合體戰爭～穿越時空的少年獵人們～（2011年）人物原案協力
- HUNTER×HUNTER（2011年 - 2014年）原畫
- 愛殺寶貝（2012年）原畫、OP原畫
- 影子籃球員（2012年）分鏡、原畫、主動畫師、動作作畫監督、OP：分鏡、演出、作畫、ED：原畫
- 坂道上的阿波羅（2012年）原畫、OP分鏡、演出、作畫
- 我女友與青梅竹馬的慘烈修羅場（2013年）原畫
- 影子籃球員第二期（2013年）原畫、OP：分鏡、演出、原畫
- 恐怖殘響（2014年）人物設定、總作畫監督、原畫、OP作畫監督、作畫監督
- 山田君與7人魔女（2015年）End Card插圖
- Days（2016年）人物設定
- 银河英雄传说 Die Neue These （2018年）原畫
- 海賊王女（2021年）人物原案、總作畫監督、音響監督、原作、監督

### OVA / 網路動畫
- 機甲猟兵メロウリンク（1988年 - 1989年）動畫、原畫
- ドミニオン（1988年 - 1989年）原畫
- 寒月一凍悪霊斬り（1989年）原畫
- 羅德斯島戰記（1990年）原畫
- 銀河英雄傳說第2期（1991年）原畫
- みどりの守り神（1991年）原畫
- 天地無用! 魎皇鬼（1992年）作畫監督
- イース 天空の神殿 〜アドル・クリスティンの冒険〜（1993年）2、3卷：作畫監督
- 神秘的世界（1995年）人物設定、總作畫監督
- 新 破裏拳ポリマー（1996年）原畫
- Ninja者（1996年）原畫
- 宇宙戰艦山本洋子（1996年 - 1997年）人物設定
- 闘神伝（1996年）人物設定、作畫監督
- 神秘的世界2（1997年）人物設定
- 異次元的世界（1998年）人物原案
- でたとこプリンセス（1998年）原畫
- フォトン（1998年）構圖作監、原畫
- 聖少女艦隊バージンフリート（1998年）原畫
- 魔靈公主 （1996年 - 1998年）#6原畫
- 青の6号（1999年）原畫
- 太陽の船 ソルビアンカ（1999年）演出、原畫
- MEZZO FORTE（2000年）原畫 ※成人動畫
- comedy（2002年）監督、人物設定
- パラサイトドールズ #3（2003年）監督
- 東京糖衣巧克力（2007年）原畫
- 血咒聖痕 OVA（2013年）監督 ※漫畫第七巻Animate初回限定特典
- 小品杀手1989（2015年）監督 ※日本动画人展览会作品
- B：彼之初（2018年）人物設定、總作畫監督、原作、監督
- B：彼之初 继承（2021年）人物設定、系列构成、原作、總監督

### 劇場版動畫
- うる星やつら 完結篇（1988年）動畫
- 五星物語（1989年）動畫
- 風の名はアムネジア（1990年）原畫
- 老人Z（1991年）原畫
- 餓狼伝説 -THE MOTION PICTURE-（1994年）作畫監督
- 秀逗魔導士（1995年）作画監督補佐
- 秋葉原電腦組 2011年的暑假（1999年）構圖
- 數碼寶貝大冒險02（2000年）作畫監督
- 數碼寶貝大冒險02 超惡魔獸的逆襲（2001年）作畫監督
- 蒸汽男孩（2004年）原畫
- 地狱天使（2008年）人物設定、作畫監督
- 瘋狂天才派對 「MOONDRIVE」（2008年）監督、人物設定、分鏡、作畫監督、原畫
- 宮本武蔵 -双剣に馳せる夢-（2009年）人物設定
- Tales of Vesperia 〜The First Strike〜（2009年）原畫
- 乔瓦尼之岛（2014年）原畫

### 遊戲
- ロマンレーヌ（1998年）人物設定
- プレゼントプレイ（1999年）人物設定 ※成人遊戲
- サクラ大戦V EPISODE 0〜荒野のサムライ娘〜（2004年）原畫
- 戰國BASARA（2005年）宣傳動畫：作畫監督
- 遺跡傳奇（2005年）人物設定
- 凱薩琳（2011年）OP動畫導演

### PV
- Avex Cyber X（2003年）人物設定、作畫監督
- Breaking the habit（2004年）Linkin Park的MV。與Linkin Park的DJ - Joe Hahn共同製作
- Utada / 「Devil Inside」監督、作畫監督、原畫
- ASIAN KUNG-FU GENERATION / 「新しい世界」監督
- supercell / 「うたかた花火」（2010年）監督

### 廣告
- 日本可口可樂「AQUARIUS HEROES 」系列（人物概念設計）
- SHARP「AQUOS PHONE Xx SoftBank106SH Monolith篇」 人物設定
- 花王 「ASIENCE ～髪は女の命」監督、人物設定、分鏡、作畫監督、原畫

### 電影
- Kill Bill 動畫部份（2003年）監督

### 小説
- ナイトウォッチ三部作（2000年 - 2002年）各卷封面、章頭插圖
  - ぼくらは虚空に夜を視る
  - わたしは虚夢を月に聴く
  - あなたは虚人と星に舞う
- 攻殼機動隊 STAND ALONE COMPLEX（2004年 - 2005年）各卷封面插圖
  - 虚夢回路
  - 凍える機械
  - 眠り男の棺

### CD
- 電撃CD文庫 ベストゲームセレクション7 ファイアーエムブレム 旅立ちの章（1994年）原畫

### 其他
- 電撃アドベンチャーズ 『ミスタラ黙示録』
- 格鬥錦標賽PRIDE OP動畫（動畫導演）
- 新·光神話 帕爾提娜之鏡「梅杜莎的逆襲」（2012年、於任天堂Video（任天堂3DS）配信的短篇動畫）監督
- 阿修羅之怒 第15.5話「青二才が」（2012年、於追加下載內容配信的短篇動畫）監督、主人物設定
- 中居大師說（2012年）OP動畫：作畫
- 日本動畫人展覽會 「コント（ころしや）1989」（2015年7月劇場公開、Web配信）（監督、劇本、人物設定、原畫）